# 12248 Russellcarpenter
A 12248 Russellcarpenter (ideiglenes jelöléssel (12248) 1988 RX12) a Naprendszer kisbolygóövében található aszteroida. Schelte J. Bus fedezte fel 1988. szeptember 14-én.

## Kapcsolódó szócikk
- Kisbolygók listája (12001–12500)